# Kvarnsjön (Kisa socken, Östergötland)
Kvarnsjön är en sjö i Kinda kommun i Östergötland och ingår i Motala ströms huvudavrinningsområde.